# Two Tribes
"Two Tribes" es una canción contra la guerra de la banda británica Frankie Goes to Hollywood, lanzada en el Reino Unido por ZTT Records el 4 de junio de 1984. La canción se incluyó más tarde en el álbum Welcome to the Pleasuredome. Presentando una letra nihilista y alegre que expresa entusiasmo por la guerra nuclear, con una línea de bajo implacable y un riff de guitarra inspirado en el funk estadounidense y el R&B pop con influencias de la música clásica rusa, en un arreglo opulento producido por Trevor Horn.
El sencillo fue un éxito en el Reino Unido, ayudado por una amplia gama de remixes y por una campaña publicitaria que mostraba a la banda como miembros del Ejército Rojo. Entró en la lista de singles del Reino Unido en el número uno el 10 de junio de 1984, donde permaneció durante nueve semanas consecutivas. Fue el sencillo número uno de mayor duración en el Reino Unido de la década de 1980. Ha vendido 1,58 millones de copias en el Reino Unido hasta noviembre de 2012. Los compositores recibieron el premio Ivor Novello de 1984 a la mejor canción musical y líricamente. En 2015, el público británico votó la canción como la decimocuarta favorita de la nación en la década de 1980 en una encuesta de ITV.

## Música
Una versión se grabó originalmente para una sesión de John Peel de la BBC en octubre de 1982. La versión de sesión deja en claro que la estructura básica de la canción, incluida su línea de bajo, los arreglos de percusión y las secciones idiosincrásicas introductorias y centrales, ya estaban intactas antes de cualquier participación de ZTT o del productor Trevor Horn.
Johnson también señaló: "Hay [sic] dos elementos en la música: una línea de funk estadounidense y una línea rusa. Es la demostración más obvia de dos tribus que tenemos hoy". Horn arregló los segmentos 'rusos' como un arreglo dramático de cuerdas. La sección rítmica de funk/rock impulsora se tocaba con sintetizadores.

## Título y letra
El sencillo fue lanzado en un momento en que la Guerra Fría se había intensificado y los temores sobre una guerra nuclear estaban en su punto máximo. Aunque Johnson atestiguaría en una entrevista de 1984 que las "dos tribus" representaban potencialmente a cualquier par de adversarios en guerra (dando los ejemplos de " vaqueros e indios o el Capitán Kirk y los klingon "), la línea "On the air: America/ Modelé camisas de Van Heusen" es una clara referencia al entonces presidente estadounidense Ronald Reagan. Reagan había anunciado Phillips Van Heusen en 1953 (reviviendo brevemente la asociación a principios de la década de 1980).
La letra "trabajando para el gas negro" es, según Johnson, "sobre el petróleo superando al oro. Cómo bien podrías ser pagado con gasolina." Y la línea "¿Vivimos en una tierra donde el sexo y el horror son los nuevos dioses?" se inspiró en la película británica Cover Girl Killer. Johnson: "La televisión estaba encendida de fondo mientras yo estaba planchando y de repente este personaje salió con esa declaración". (El diálogo real de la película, es "¿Seguramente el sexo y el horror son los nuevos dioses en este mundo contaminado del llamado entretenimiento?" )
El tema incluía fragmentos de la narración del actor Patrick Allen, que recreaba su narración de las películas británicas de información pública Protect and Survive sobre cómo sobrevivir a una guerra nuclear. 
Las caras A y B de 12 pulgadas incluían voces del actor británico Chris Barrie imitando a Ronald Reagan. Barrie también puso voz a la marioneta de Reagan en Spitting Image. Las partes de Barrie como "Reagan" incluían elogios para la banda, así como partes del discurso de Adolf Hitler ante un tribunal tras el Putsch de la Cervecería: "Podéis declararnos culpables mil veces, pero la Diosa del Tribunal Eterno de la Historia sonreirá y hará trizas el escrito del Fiscal del Estado y la sentencia de este tribunal, porque Ella nos absuelve". Barrie también pronunció la última frase de "La historia me absolverá", que es posterior título de un discurso de cuatro horas pronunciado por Fidel Castro en octubre de 1953. Castro pronunció el discurso en su propia defensa ante los tribunales contra los cargos que se le imputaban tras liderar un ataque contra el Cuartel Moncada. Barrie volvería para el siguiente sencillo de la banda, "The Power of Love", imitando a Mike Read en una parodia de la prohibición del DJ en su anterior sencillo, "Relax".
El título de la canción deriva de la línea "dos poderosas tribus guerreras fueron a la guerra" de la película Mad Max 2.
Cash Box lo llamó "una pista contra la guerra más brillante que [" The War Song "], y dijo que es "tanto un corte de baile efectivo como una obra de arte moderno". 

## Personal
Frankie goes to Hollywood
- Holly Johnson - voz principal
- Paul Rutherford - coros

Otros músicos
- Trevor Horn : programación CMI LinnDrum y Fairlight ; productor
- JJ Jeczalik - Programación Fairlight CMI
- Stephen Lipson - guitarras eléctricas, programación Synclavier
- Andy Richards - Sintetizador Roland Jupiter-8, secuenciador Roland MC-4 Microcomposer, órgano Hammond

## Mezclas originales de 1984
La canción apareció en forma de seis mezclas, incluidas "Annihilation", "Carnage", " Hibakusha ", "Cowboys and Indians", "We Don't Want to Die" y "For the Victims of Ravishment".
La primera versión de 12 pulgadas ("Annihilation") empezaba con una sirena antiaérea e incluía consejos de Allen sobre cómo etiquetar y deshacerse de los miembros de la familia en caso de que murieran en el refugio antiaéreo (extraídos de la película de información pública Casualties). Esta versión apareció en las ediciones en CD del álbum. "Annihilation" fue la base de la mezcla "Hibakusha", que se publicó originalmente en edición limitada y aparece en el álbum Bang! de 1985, exclusivo para Japón.
"For the Victims of Ravishment" apareció en las ediciones LP y casete del álbum Welcome to the Pleasuredome. Es la versión más corta, con 3:27 minutos. Esta mezcla se derivó de la mezcla "Carnage", que contó de manera prominente con cuerdas y muestras vocales de Allen y la entrevista del lado B del grupo.
Desde 1984, "Two Tribes" se ha reeditado varias veces, generalmente con remixes de terceros que tienen poca relación con los lanzamientos originales en términos de estructura o carácter.

## Vídeos
El video dirigido por Godley & Creme mostraba un combate de lucha libre entre el entonces presidente de los EE. UU. Ronald Reagan y Konstantin Chernenko, entonces secretario del Partido Comunista de la Unión Soviética, frente a miembros del grupo y una asamblea de representantes de las naciones del mundo. El partido eventualmente degenera en destrucción global. Ciertos momentos violentos ("Se ve a Reagan, por ejemplo, mordiendo la oreja de "Chernenko") fueron editados de la versión mostrada en MTV.
Una versión más larga del video (basada en la mezcla "Hibakusha") incluía un monólogo introductorio muy editado por Richard Nixon tomado de un anuncio de su campaña presidencial de EE. UU. de 1960 ("No ... diplomacia firme ... No ... paz para Estados Unidos y el mundo"), además de contribuciones similares de otros líderes mundiales, incluidos Lord Beaverbrook, Yasser Arafat y John F. Kennedy. La banda sonora completa del video extendido finalmente se lanzó como "Two Tribes (Video Destructo)" en la versión alemana de la compilación Twelve Inches. Una tercera versión del video, incluida en From An Wasteland to an Artificial Paradise VHS de la banda, conserva la introducción, pero omite la mayoría de los clips insertados en la secuencia principal de lucha libre.